# Dorfkirche Grünberg

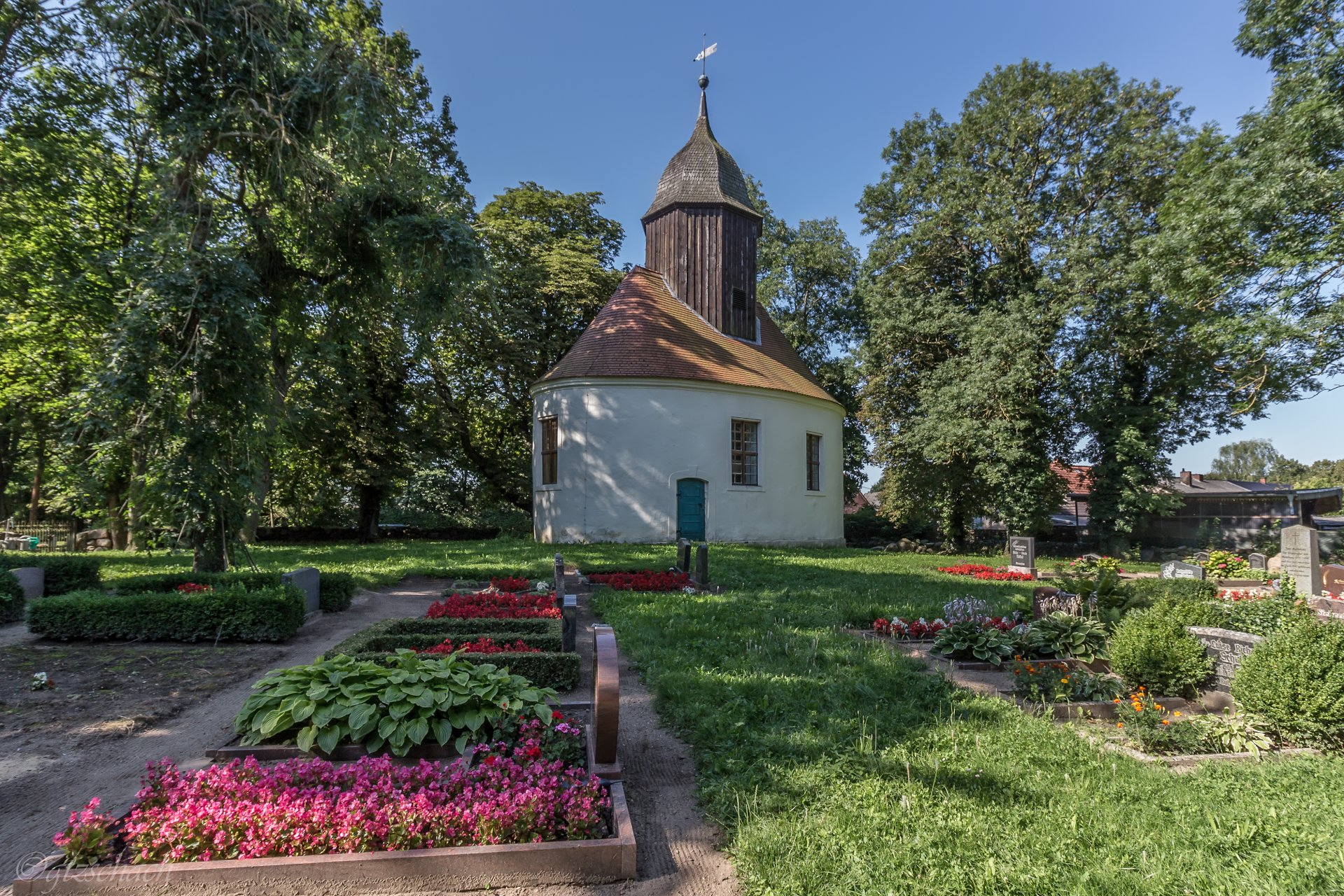
Dorfkirche Grünberg

Die evangelische, denkmalgeschützte Dorfkirche Grünberg steht in Grünberg, einem Ortsteil der Stadt Brüssow im Landkreis Uckermark in Brandenburg. Sie gehört zur Propstei Pasewalk im Pommerschen Evangelischen Kirchenkreis der Evangelisch-Lutherischen Kirche in Norddeutschland.

## Beschreibung
Der Zentralbau auf ovalem Grundriss wurde 1792/93 erbaut. Aus ihrem Dach erhebt sich ein achteckiger, mit Brettern verkleideter Dachreiter, in dessen Glockenstuhl eine mittelalterliche Kirchenglocke hängt, und der mit einer schiefergedeckten Glockenhaube bedeckt ist. Der Innenraum, der im Westen eine Empore hat, ist mit einer verputzten Flachdecke überspannt, die auf zwei Unterzügen sitzt, die von vier hölzernen, kannelierten Säulen getragen werden. Zur Kirchenausstattung gehören eine oktogonale, hölzerne Kanzel und ein spätromanisches Taufbecken aus Sandstein. Für den Gutsbesitzer wurde Ende des 19. Jahrhunderts eine Patronatsloge eingebaut. Für Musik steht ein Harmonium zur Verfügung.